# Tytocha crassilinea
Tytocha crassilinea är en fjärilsart som beskrevs av Paul Dognin 1923. Tytocha crassilinea ingår i släktet Tytocha och familjen ädelspinnare. Inga underarter finns listade i Catalogue of Life.